# Campeonato Sudamericano de Clubes de Voleibol Femenino 2024
El Campeonato Sudamericano de Clubes de Voleibol Femenino de 2024 fue la trigésima séptima edición del torneo de voleibol femenino más importante a nivel de clubes en Sudamérica. El torneo se disputó del 14 al 18 de febrero de 2024 en el municipio de Bauru, San Pablo (Brasil) y otorgó dos plazas para el Campeonato Mundial de Clubes de la FIVB de 2024.El campeón fue el club Minas TC tras derrotar en tie-break en la final al también brasilero Dentil/Praia Clube, obteniendo así su quinto título en la competencia.

## País anfitrión y ciudad sede
El 8 de enero de 2024 la Confederación Sudamericana de Voleibol anunció que Bauru, el municipio más poblado del centro-oeste del Estado de San Pablo sería sede del torneo, con el club Sesi Vôlei Bauru actuando como local. Será la primera vez que Bauru reciba al torneo. Todos los partidos fueron disputados en la Arena Paulo Skaf.

## Equipos participantes
| País    | Cupos | Equipos                                                            |
| ------- | ----- | ------------------------------------------------------------------ |
| Brasil  | 3     | Dentil/Praia Club Itambé/Minas Sesi/Voley Bauru (equipo anfitrión) |
| Bolivia | 1     | Club Deportivo San Martín                                          |
| Perú    | 1     | Regatas Lima                                                       |
| Uruguay | 1     | Atlético Barbato                                                   |

## Modo de disputa
En la primera fase los equipos se dividieron en dos grupos de tres participantes cada uno, pasando los dos mejores de cada grupo a semifinales. Los dos equipos que llegaron a la final del torneo clasificaron al Campeonato Mundial de Clubes.

## Resultados

### Primera fase
Todos los horarios son expresados en hora local.

#### Grupo A
| Pos. | Equipo           | Pts | PG | PP | SG | SP | PG  | PP  |
| ---- | ---------------- | --- | -- | -- | -- | -- | --- | --- |
| 1.°  | Dentil/Praia     | 6   | 2  | 0  | 6  | 0  | 150 | 75  |
| 2.°  | Regatas Lima     | 3   | 1  | 1  | 3  | 3  | 122 | 133 |
| 3.°  | Atlético Barbato | 0   | 0  | 2  | 0  | 6  | 86  | 150 |

|  | Clasificados a semifinales. |

| Fecha         | Hora  | Equipo 1     | Res.  | Equipo 2         | Set 1 | Set 2 | Set 3 | Set 4 | Set 5 | Total   | Reporte |
| ------------- | ----- | ------------ | ----- | ---------------- | ----- | ----- | ----- | ----- | ----- | ------- | ------- |
| 14 de febrero | 18:00 | Dentil/Praia | 3 – 0 | Atlético Barbato | 25-12 | 25-9  | 25-7  |       |       | 75 – 28 | CSV     |
| 15 de febrero | 18:00 | Regatas Lima | 3 – 0 | Atlético Barbato | 25-18 | 25-20 | 25-20 |       |       | 75 – 58 | CSV     |
| 16 de febrero | 18:00 | Dentil/Praia | 3 – 0 | Regatas Lima     | 25-15 | 25-18 | 25-14 |       |       | 75 - 47 | CSV     |

#### Grupo B
| Pos. | Equipo           | Pts | PG | PP | SG | SP | PG  | PP  |
| ---- | ---------------- | --- | -- | -- | -- | -- | --- | --- |
| 1.º  | Gerdau Minas     | 6   | 2  | 0  | 6  | 1  | 169 | 138 |
| 2.º  | Sesi/Voley Bauru | 3   | 1  | 1  | 4  | 3  | 160 | 118 |
| 3.°  | San Martín       | 0   | 0  | 2  | 0  | 6  | 67  | 150 |

|  | Clasificados a semifinales. |

| Fecha         | Hora  | Equipo 1         | Res.  | Equipo 2     | Set 1 | Set 2 | Set 3 | Set 4 | Set 5 | Total   | Reporte |
| ------------- | ----- | ---------------- | ----- | ------------ | ----- | ----- | ----- | ----- | ----- | ------- | ------- |
| 14 de febrero | 20:00 | Sesi/Voley Bauru | 3 – 0 | San Martín   | 25-7  | 25-5  | 25-12 |       |       | 75 – 24 | CSV     |
| 15 de febrero | 20:00 | Sesi/Voley Bauru | 1 – 3 | Gerdau Minas | 19-25 | 25-18 | 24-26 | 17-25 |       | 85 – 94 | CSV     |
| 16 de febrero | 20:00 | Gerdau Minas     | 3 – 0 | San Martín   | 25-10 | 25-13 | 25-20 |       |       | 75 - 43 | CSV     |

### Segunda fase
Todos los horarios son expresados en hora local.
|  | Semifinales       | Semifinales |              |                   | Final            | Final        |  |
|  |                   |             |              |                   |                  |              |  |
|  |                   |             |              |                   |                  |              |  |
|  | Dentil Praia Club | 3           |              |                   |                  |              |  |
|  | Dentil Praia Club | 3           |              |                   |                  |              |  |
|  | Sesi/Voley Bauru  | 0           |              |                   |                  |              |  |
|  | Sesi/Voley Bauru  | 0           |              | Dentil/Praia Club | 2                |              |  |
|  |                   |             |              | Dentil/Praia Club | 2                |              |  |
|  |                   |             | Gerdau Minas | 3                 |                  |              |  |
|  | Gerdau Minas      | 3           | Gerdau Minas | 3                 |                  |              |  |
|  | Gerdau Minas      | 3           |              |                   |                  |              |  |
|  | Regatas Lima      | 0           |              |                   | Tercer lugar     | Tercer lugar |  |
|  | Regatas Lima      | 0           |              |                   | Tercer lugar     | Tercer lugar |  |
|  |                   |             |              |                   |                  |              |  |
|  |                   |             |              |                   | Sesi/Voley Bauru | 3            |  |
|  |                   |             |              |                   | Sesi/Voley Bauru | 3            |  |
|  |                   |             |              |                   | Regatas Lima     | 1            |  |
|  |                   |             |              |                   | Regatas Lima     | 1            |  |
|  |                   |             |              |                   |                  |              |  |

|  | Quinto puesto    |   |  |
|  |                  |   |  |
|  | Atlético Barbato | 3 |  |
|  | Atlético Barbato | 3 |  |
|  | San Martín       | 2 |  |
|  | San Martín       | 2 |  |

#### Semifinales
| Fecha         | Hora  | Equipo 1     | Res.  | Equipo 2         | Set 1 | Set 2 | Set 3 | Set 4 | Set 5 | Total   | Reporte |
| ------------- | ----- | ------------ | ----- | ---------------- | ----- | ----- | ----- | ----- | ----- | ------- | ------- |
| 17 de febrero | 15:30 | Gerdau Minas | 3 – 0 | Regatas Lima     | 25-15 | 25-21 | 25-21 |       |       | 75 – 57 | CSV     |
| 17 de febrero | 18:00 | Dentil/Praia | 3 – 0 | Sesi/Voley Bauru | 25-20 | 25-19 | 25-19 |       |       | 75 – 58 | CSV     |

#### Quinto puesto
| Fecha         | Hora  | Equipo 1         | Res.  | Equipo 2   | Set 1 | Set 2 | Set 3 | Set 4 | Set 5 | Total     | Reporte |
| ------------- | ----- | ---------------- | ----- | ---------- | ----- | ----- | ----- | ----- | ----- | --------- | ------- |
| 17 de febrero | 14:30 | Atlético Barbato | 3 – 2 | San Martín | 25-23 | 23-25 | 25-21 | 20-25 | 15-9  | 108 – 103 | CSV     |

#### Tercer puesto
| Fecha         | Hora  | Equipo 1         | Res.  | Equipo 2     | Set 1 | Set 2 | Set 3 | Set 4 | Set 5 | Total   | Reporte |
| ------------- | ----- | ---------------- | ----- | ------------ | ----- | ----- | ----- | ----- | ----- | ------- | ------- |
| 18 de febrero | 11:00 | Sesi/Voley Bauru | 3 – 1 | Regatas Lima | 25-21 | 25-15 | 21-25 | 25-21 |       | 96 - 82 | CSV     |

#### Final
| Fecha         | Hora  | Equipo 1     | Res.  | Equipo 2     | Set 1 | Set 2 | Set 3 | Set 4 | Set 5 | Total     | Reporte |
| ------------- | ----- | ------------ | ----- | ------------ | ----- | ----- | ----- | ----- | ----- | --------- | ------- |
| 18 de febrero | 14:00 | Gerdau Minas | 3 – 2 | Dentil Praia | 24-26 | 16-25 | 25-19 | 25-22 | 15-11 | 105 – 103 | CSV     |

## Distinciones individuales
Al culminar la competición la organización del torneo entregó los siguientes premios individuales:
- Jugadora más valiosa (MVP)

 Julia Kudiess (Gerdau Minas)
- Mejor armadora

 Dani Lins (Sesi Bauru)
- Mejores atacantes de punta

 Sofya Kuznetsova (Dentil/Praia Clube)
 Pri Daroit (Gerdau Minas)
- Mejores centrales

 Thaísa Menezes (Gerdau Minas)
 Mayany (Sesi Bauru)
- Mejor opuesta

 Monique (Itambé/Minas)
- Mejor líbero

 Natinha (Dentil/Praia Clube)